# Uvariopsis
Uvariopsisa is een geslacht uit de familie Annonaceae. De soorten uit het geslacht komen voor in tropisch Afrika.

## Soorten
- Uvariopsis bakeriana (Hutch. & Dalziel) Robyns & Ghesq.
- Uvariopsis bisexualis Verdc.
- Uvariopsis citrata Couvreur & Niang.
- Uvariopsis congensis Robyns & Ghesq.
- Uvariopsis congolana (De Wild.) R.E.Fr.
- Uvariopsis dicaprio Cheek & Gosline
- Uvariopsis dioica (Diels) Robyns & Ghesq.
- Uvariopsis globiflora Keay
- Uvariopsis guineensis Keay
- Uvariopsis korupensis Gereau & Kenfack
- Uvariopsis letestui Pellegr.
- Uvariopsis lovettiana Couvreur & Q.Luke
- Uvariopsis noldeae Exell & Mendonça
- Uvariopsis sessiliflora (Mildbr. & Diels) Robyns & Ghesq.
- Uvariopsis solheidii (De Wild.) Robyns & Ghesq.
- Uvariopsis submontana Kenfack, Gosline & Gereau
- Uvariopsis tripetala (Baker f.) G.E.Schatz
- Uvariopsis vanderystii Robyns & Ghesq.
- Uvariopsis zenkeri Engl.